# Heimiswil
Heimiswil är en ort och kommun i distriktet Emmental i kantonen Bern, Schweiz. Kommunen har 1 631 invånare (2023).